# Macroteleia mahensis
Macroteleia mahensis är en stekelart som beskrevs av Jean-Jacques Kieffer 1910. Macroteleia mahensis ingår i släktet Macroteleia och familjen Scelionidae. Inga underarter finns listade i Catalogue of Life.